# Relativt fel
Det relativa felet i en variabel {\displaystyle x} definieras som {\displaystyle {\frac {\Delta x}{x}}}, där {\displaystyle \Delta x} betecknar det absoluta felet i {\displaystyle x}. 
En god approximation är att det relativa felet vid en multiplikation {\displaystyle x\cdot y} eller division {\displaystyle {\frac {x}{y}}} är summan av de relativa felen i {\displaystyle x} och {\displaystyle y}. 
Detta kan jämföras med att absolutfelet i en addition eller subtraktion är summan av absolutfelet i de ingående variablerna.